# Walls of Jericho (gruppo musicale)
I Walls of Jericho sono un gruppo musicale statunitense formatosi a Detroit, Michigan, nel 1998.

## Storia
La loro prima pubblicazione è stato l'EP intitolato A Day and a Thousand Years del 1999. L'anno successivo la band ha firmato un contratto con la Trustkill Records e, sempre nello stesso anno, ha pubblicato il primo album The Bound Feed the Gagged. Nel 2001 la band perde il suo batterista Wes Keely, che abbandona i Walls of Jericho per un altro gruppo. I quattro membri rimanenti decidono quindi di sciogliere il gruppo, che si riformerà nel 2003 con l'aggiunta di un nuovo batterista. Nel 2004 esce il secondo album All Hail the Dead, seguito da With Devils Amongst Us All (2006) e The American Dream (2008).
Nel corso della loro carriera hanno fatto diversi tour con Unearth, Sick of It All, Mastodon, Fear Factory, Bleeding Through, Throwdown, Most Precious Blood, Bury Your Dead, It Dies Today, A Traitor Like Judas e Slipknot.

## Formazione

### Formazione attuale
- Candace Kucsulain – voce (1998-2001, 2003-presente)
- Chris Rawson – chitarra (1998-2001, 2003-presente)
- Mike Hasty – chitarra (1998-2001, 2003-presente)
- Aaron Ruby – basso (1998-2001, 2003-presente)
- Dustin Schoenhofer – batteria (2004-presente)

### Ex componenti
- Rich Thurston – chitarra (2003)
- Wes Keely – batteria (1998-2001)
- Derek Grant – batteria (2001)
- Alexei Rodriguez – batteria (2003-2004)

## Discografia

### Album in studio
- 2000 – The Bound Feed the Gagged
- 2004 – All Hail the Dead
- 2006 – With Devils Amongst Us All
- 2008 – The American Dream
- 2016 – No One Can Save You from Yourself

### EP
- 1999 – A Day and a Thousand Years
- 2006 – From Hell
- 2008 – Redemption